# HD 178911 Bb
HD 178911 Bb는 거문고자리 방향으로 지구로부터 약 160광년 떨어진 곳에 있는 외계 행성이다. 2001년 주커 연구진이 발견했다. 발견 방법으로는 도플러 분광법을 사용했다. 이 행성의 최소 질량은 목성의 7.35배로 슈퍼목성의 반열에 들어간다. 항성으로부터 비교적 가까운 곳을 돌고 있기 때문에 1 공전주기는 지구 시간으로 71.5일에 불과하다.

## 참고 문헌
- (영어) 주커 연구진 (2002). “A Planet Candidate in the Stellar Triple System HD 178911”. 《ApJ》 568: 363–368. doi:10.1086/338892.